# John James Rickard Macleod
John James Rickard Macleod (Clunie, 1876. szeptember 6. – Aberdeen, 1935. március 16.) skót fiziológus és biokémikus. 1923-ban Frederick Bantinggal közösen orvosi Nobel-díjat kapott az inzulin felfedezéséért. 

## Tanulmányai és munkahelyei
John Macleod a skóciai Clunie-ben született 1876. szeptember 6-án. Nem sokkal születése után apját, Robert Macleod lelkészt áthelyezték Aberdeenbe. John itt végezte iskoláit és a helyi egyetemen tanult orvostudományt. 1898-ban PhD fokozatot szerzett és utána egy évig a Lipcsei Egyetemen biokémiával foglalkozott. Miután visszatért Nagy-Britanniába, a London Hospital Medical School demonstrátora, majd előadója lett.
1903-ban az Egyesült Államokba költözött és a clevelandi Western Reserve Universityn adott elő élettant. Az első világháború után a kanadai Torontói Egyetemen lett a fiziológia professzora, dékánhelyettes és az élettani laboratórium vezetője. Kutatási témáihoz tartozott a Mycobacterium tuberculosis, az elektrosokk hatása, a kreatinin-anyagcsere és az agy vérellátása. A szénhidrátok anyagcseréjével és a diabétesszel már 1905 óta foglalkozott, több cikket és monográfiát publikált ebben a témakörben.

## Az inzulin felfedezése

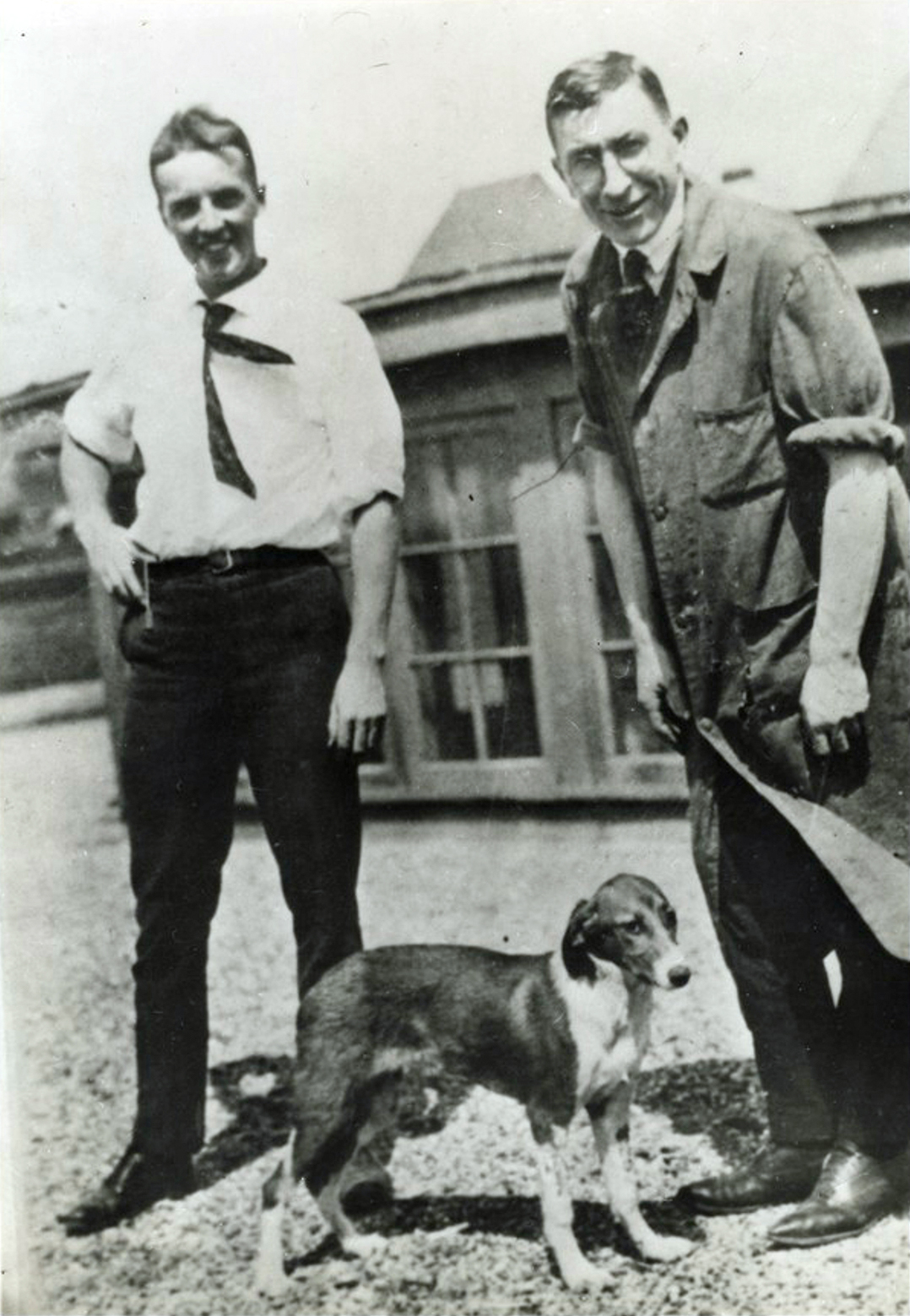
Frederick Banting és Charles Best

1920 végén Macleodot felkereste egy fiatal kanadai kutató, Frederick Banting, akinek az az ötlete támadt, hogy a cukorbetegséget lekötött kimenetű hasnyálmirigy kivonatával lehetne kezelni. Macleod nem fogadta lelkesen a felvetést, ismerte a korábbi sikertelen próbálkozásokat ezen a téren. Véleménye szerint a vércukorszintet az idegrendszer szabályozta. Banting ennek ellenére meggyőzte őt, és helyet biztosított számára a laboratóriumában, rendelkezésére bocsátotta a szükséges felszerelést és kísérleti állatokat, valamint segítőül melléadta a demonstrátorként dolgozó Charles Herbert Bestet. Macleod segített Bantingnak megtervezni a kísérleteket, segédkezett az első kísérleti kutya műtétjénél, utána pedig szabadságra utazott Skóciába. Távolléte alatt Banting és Best áttörést értek el, sikeresen izolálták a hasnyálmirigy szekrétumát amit egy másik, hasnyálmirigy-irtott kutyának beadva, csökkentették annak vércukorszintjét.
A visszatérő Macleod szkeptikus volt és további kísérleteket javasolt, amit Banting személye elleni támadásnak vett. Bár eleinte sokat vitatkoztak, a kísérleteket jobb körülmények között többször megismételték, pozitív eredményekkel. Először az egyetem élettani klubjában ismertették az eredményeket, ahol Macleod bevezetőjében a "mi munkánkról" beszélt és minden következtetést ismertetett, így Banting gyanakodni kezdett, hogy el akarja tulajdonítani a felfedezést. A kísérletet 1922 februárjában publikálták. Bár Macleod segített a cikk megírásában, ahhoz ragaszkodott, hogy ne legyen annak szerzői között. Ezután közösen kidolgoztak egy hatékonyabb módszert a hasnyálmirigy-kivonat készítésére és Macleod az egész laboratóriumot az inzulin kutatására állította át.
Az első humán kísérletek sikertelenek voltak és a többi kutató bevonása után a fiatal Banting kezdte úgy érezni, hogy félre akarják szorítani. A feszült légkör ellenére folytatták a munkát és 1923 januárjában a klinikai próbák sikerrel jártak. Májusban az Amerikai Fiziológiai Társaság éves ülésén Macleod előadását felállva tapsolták meg (a kutatók közti elmérgesedett viszonyra jellemző, hogy Banting és Best el sem ment).
1923 nyarán Macleod halak hasnyálmirigyét tanulmányozva bebizonyította, hogy az inzulint nem az acináris, hanem az inzuláris (a Langerhans-szigetekben) sejtek termelik. A Nobel-díj Bizottság August Krogh javaslatára igen gyorsan reagált és 1923 őszén Bantingnak és Macleodnak ítélte az az évi orvosi Nobel-díjat. Banting rendkívül dühös volt, mert véleménye szerint Bestnek kellett volna megkapnia vele együtt a díjat és fontolgatta is, hogy visszautasítja a kitüntetést. Végül elfogadta és a pénzjutalom felét Bestnek adta (Macleod pedig a velük együtt dolgozó biokémikus James Collipnak). A Nobel-díj Bizottság 1972-ben hivatalosan is elismerte, hogy Charles Bestnek is meg kellett volna kapnia a díjat. Banting soha többé nem volt hajlandó szóba állni Macleoddal.

## Késői évei
John Macleod 1928-ban visszatért Skóciába, ahol az Aberdeeni Egyetem orvostudományi tanszékének élettanprofesszora, később dékánja lett. Nem folytatta az inzulinkutatást, viszont bebizonyította, hogy a központi idegrendszer is fontos szerepet játszik a szénhidrátok anyagcseréjében.
Tagja volt a brit Royal Society-nek, és 1921-ben az Amerikai Élettani Társaság elnökévé választották.
Johm Macleod Mary W. McWaltert vette feleségül, gyermekük nem született. Szabad idejében golfozott, motorozott és festett. Idősebb korában sokat szenvedett ízületi gyulladásától. 1935. március 16-án halt meg Aberdeenben, mindössze 58 évesen.
Sokáig csak az inzulin felfedezésének Banting-féle változata volt ismert a nagyközönség előtt, ami szerint Macleod hozzájárulása csak annyi volt, hogy "odaadta a laboratórium kulcsát és utána elment szabadságra". Csak a nyolcvanas évek óta ismerik el tényleges hozzájárulását. Róla nevezték el a Torontói Egyetem Orvosi Kutatóközpontjának előadótermét és 2012-ben felvették a Kanadai Orvostudományi Pantheonba (Canadian Medical Hall of Fame).
Az inzulin felfedezését kísérő másik vitaforrás, hogy nyolc hónappal Banting és Best cikkének megjelenése előtt, a román Nicolae Paulescu már közölte saját kísérletét, melyben marha-hasnyálmirigy kivonatával csökkentette a vércukorszintet. Bantingék még hivatkoztak is a cikkére, de egy fordítási hiba miatt hibásan értelmezték az eredményeit.

## Fordítás
- Ez a szócikk részben vagy egészben  a   John James Rickard Macleod című angol Wikipédia-szócikk ezen változatának fordításán alapul.  Az eredeti cikk szerkesztőit annak laptörténete sorolja fel. Ez a jelzés csupán a megfogalmazás eredetét és a szerzői jogokat jelzi, nem szolgál a cikkben szereplő információk forrásmegjelöléseként.